# Jacques-Martin Hotteterre
Jacques-Martin Hotteterre (29 de setembro de 1673 Paris, França - 16 de julho de 1763), também conhecido como Jacques Martin ou Jacques Hotteterre, foi um destacado compositor e flautista francês. Ele pertencia a uma família renomada de fabricantes e intérpretes de instrumentos de sopro.

## Biografia
Morou e cursou seus estudos em Roma no início de sua carreira, sendo apelidado de "le Romain" (o Romano) durante esse período. Ppassou dois anos (1698-1700) empregado pelo Príncipe Francesco Ruspoli em Roma, antes de ser conhecido pelo apelido "Le Romain". Em 1708, tornou-se músico do rei da França, na Grande Écurie do rei, e em 1717, herdou o posto de René Pignon Descoteaux como Jouëur de Fluste de la musique de chambre .
Hotteterre conquistou renome principalmente por sua habilidade como flautista, contribuindo significativamente para o repertório do instrumento ao compor diversas peças para a flauta. Além da flauta, ele dominava o fagote, oboé e a gaita de fole. Sua reputação como professor renomado ultrapassou fronteiras, atraindo patronos aristocráticos. Em 1707, publicou um método abrangendo flauta transversal, flauta doce e oboé, seguido por um método para a gaita de fole em 1737. Seu trabalho "L'Art de préluder sur la flûte traversière" (A Arte de preludiar com a flauta transversa) publicado em 1719, foi o primeiro manual de flauta da Europa e desfrutou de ampla aceitação.

"A música da flauta moderna tem início com este autor, o flautista mais celebrado do final do século XVII e início do século XVIII. Hotteterre foi Músico de Câmara do Rei da França e o primeiro a tocar flauta transversal na orquestra da Ópera de Paris. Esta obra extremamente rara é o mais antigo livro de instruções conhecido, em qualquer idioma, para a flauta transversal."Original Predefinição:639-1: The music of the modern flute begins with this author, the most celebrated flutist of the end of the seventeenth and the beginning of the eighteenth centuries. Hotteterre was Chamber Musician to the King of France, and was the first one to play a transverse flute in the orchestra of the Paris Grand Opera. This extremely rare work is the earliest known book of instructions, in any language, for the transverse flute.— Dayton C. Miller — (1866–1941) Predefinição:639-1
Diversas flautas transversais de uma chave denominadas Hotteterre descobertas nos últimos cem anos ou mais, forneceram espécimes reais do suposto resultado dos esforços dos Hotteterres. Especialistas em história dos instrumentos de sopro geralmente conhecem três flautas "Hotteterre" – em Berlim, São Petersburgo e Graz – todas muito semelhantes àquela da gravura de Picart. No entanto, foi recentemente demonstrado que duas delas são réplicas do século XIX de um espécime agora perdido, e apenas o exemplo de Graz é, de fato, obra de Jacques Hotteterre ou de seu pai, Martin.
Além de suas atividades como músico e professor, Hotteterre manteve a tradição familiar na fabricação de instrumentos de sopro. Embora haja escassas evidências concretas, ele é creditado por possivelmente ter introduzido uma série de alterações no design da flauta transversal. Uma mudança significativa foi a divisão da flauta, anteriormente construída em uma única peça cilíndrica, em três partes distintas: a cabeça (com o bocal), o corpo (contendo a maioria dos furos) e o pé (com um furo chaveado para a nota Eb grave).
Vários integrantes da família Hotteterre eram reconhecidos como excelentes músicos de instrumentos de sopro, e alguns deixaram um impacto significativo na fabricação desses instrumentos. O avô de Jacques, Jean (c. 1605 a 1690-1692), era renomado pelo seu talento musical e pela sua inovação na construção de instrumentos. Ele possivelmente exerceu influência em alguns desenvolvimentos na área dos instrumentos de sopro e é creditado como o criador do oboé. Jean e seu filho Martin (c. 1640–1712), pai de Jacques-Martin, foram responsáveis por importantes avanços na confecção de gaitas de fole. Várias flautas doce da família Hotteterre também sobreviveram, nenhum dos quais se acredita ser de Jacques-Martin.
Jacques-Martin Hotteterre morreu em Paris em 1763.

## Publicações
- Op. 1 Principes de la flûte traversière, ou flûte d'Allemangne, de la flûte à bec ou flûte douce et du hautbois, divisez par traictez (1707)
- Op. 2 Premier livre de pièces pour la flûte traversière et autres instruments avec la basse (1708)
- Op. 3 Sonates en trio pour les flûtes traversières et a bec, violon, hautbois (1712)
- Op. 4 Première suitte de pièces suite de pièces à deux dessus, sans basse continue. Pour les flûtes-traversières, flûtes à bec, violes, " (1712)
- Op. 5 Deuxième livre de pièces pour la flûte traversière et autres instruments avec la basse (1715)
- Op. 6 Deuxième suite de pièces à deux dessus pour les flûtes-traversières, flûtes à bec, violes, etc... avec une basse adjoutée et sans altération des dessus, laquelle on y pourra joindre pour le concert" (1717)
- Op. 7 L'art de Préluder (1719)
- Op. 8 Troisième suite de pièces à deux dessus (1722)
- Op. 9 Concert de Rossignol (perdido)
- Op. 10 Méthode pour la Musette contenant des principes, par un recueil d'airs et quelques préludes (1738)
- Airs et brunettes à deux et trois dessus avec la basse – Tirez des meilleurs autheurs (1721)
- Arranjos de peças de Valentine e Torelli para duas flautas
- Arranjos para trios de Albinoni (perdido)